# بنفشه‌ها آبی هستند (فیلم)
بنفشه‌ها آبی هستند (انگلیسی: Violets Are Blue) فیلمی در ژانر رمانتیک به کارگردانی جک فیسک است که در سال ۱۹۸۶ منتشر شد. از بازیگران آن می‌توان به سیسی اسپیسک، کوین کلاین و بونی بدلیا اشاره کرد. جک فیسک پیشتر در فیلم مرد ژنده نیز با سیسی اسپیسک کار کرده بود.

## بازیگران
- سیسی اسپیسک - گاسی سایر
- کوین کلاین - هنری اسکوایرز
- بانی بدیلیا - روت اسکوایرز
- جیم استندیفورد - ادی اسکوایرز
- مایک استار - تونی
- آدرایان اسپارکس - جرج

## واکنش‌ها
در راتن تومیتوز فیلم دارای امتیاز کل ۶۳٪ بر اساس پنج نقد مثبت و پنج نقد منفی است.